# Durance
Die Durance [dyʁɑ̃s] (okzitanisch/provenzalisch Durença bzw. Durènço), von lateinischen Schriftstellern meist Druentia benannt, ist ein Fluss in der Region Provence-Alpes-Côte d’Azur im Südosten Frankreichs. Sie entsteht durch Zusammenfluss mehrerer Quellbäche in einem Talkessel des Mont Chenaillet (2650 m), im Gemeindegebiet von Montgenèvre, in der Nähe der italienischen Grenze.  Die Durance entwässert generell Richtung Südwest und mündet nach rund 323 km südwestlich von Avignon als linker Nebenfluss in die Rhône. Ihr Oberlauf bildet die Grenze zwischen den Cottischen Alpen im Osten und den Dauphiné-Alpen im Westen.

## Hydrologie
Im Oberlauf wird die Durance seit dem Jahr 1961 zum Lac de Serre-Ponçon gestaut, dem damals größten künstlichen See Frankreichs. Wegen ihrer ungleichmäßigen Wasserführung mit teils verheerenden Hochwässern galt sie bis zur Inbetriebnahme der Stauseen als eine der „Geißeln der Provence“. Auch unterhalb des Stausees ist sie noch mehrfach aufgestaut, das Wasser wird durch nicht befahrbare Kanäle, zum Beispiel den Canal de Carpentras, zur Energiegewinnung und Bewässerung der zahlreichen Obstplantagen abgeleitet. Besonders markant ist ein Kanal der Électricité de France (EDF), der unterhalb des Lac de Serre-Ponçon vom Fluss abzweigt, diesen in wechselndem Abstand von Kraftwerk zu Kraftwerk begleitet und erst bei Mallemort, etwa 30 km vor seiner Mündung, nach Süden abzweigt und in den Étang de Berre mündet.
Der etwa 80 km lange Canal de Marseille ist die wichtigste Trinkwasserquelle der Stadt Marseille.

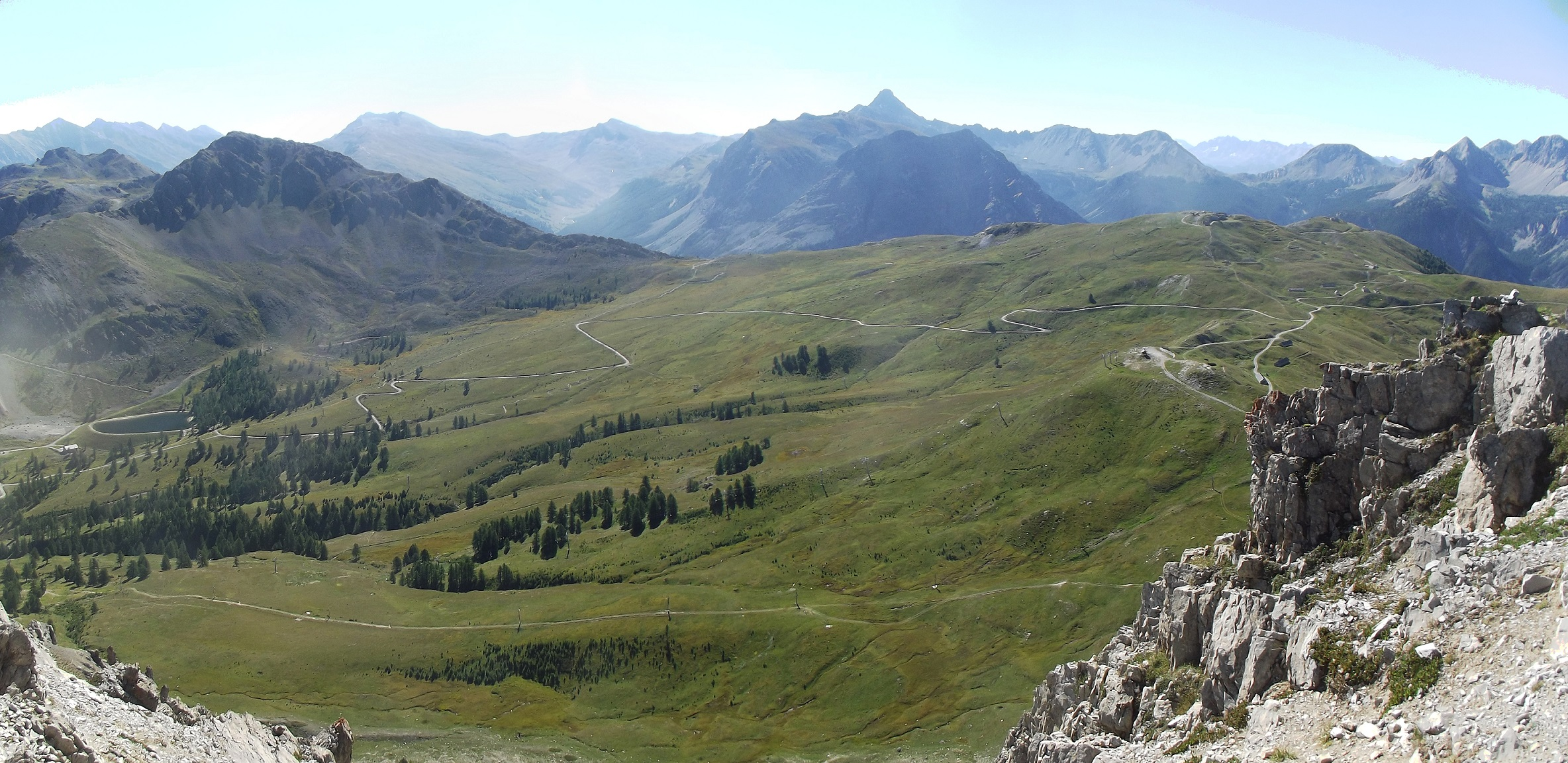
Quellgebiet der Durance am Sommet des Anges

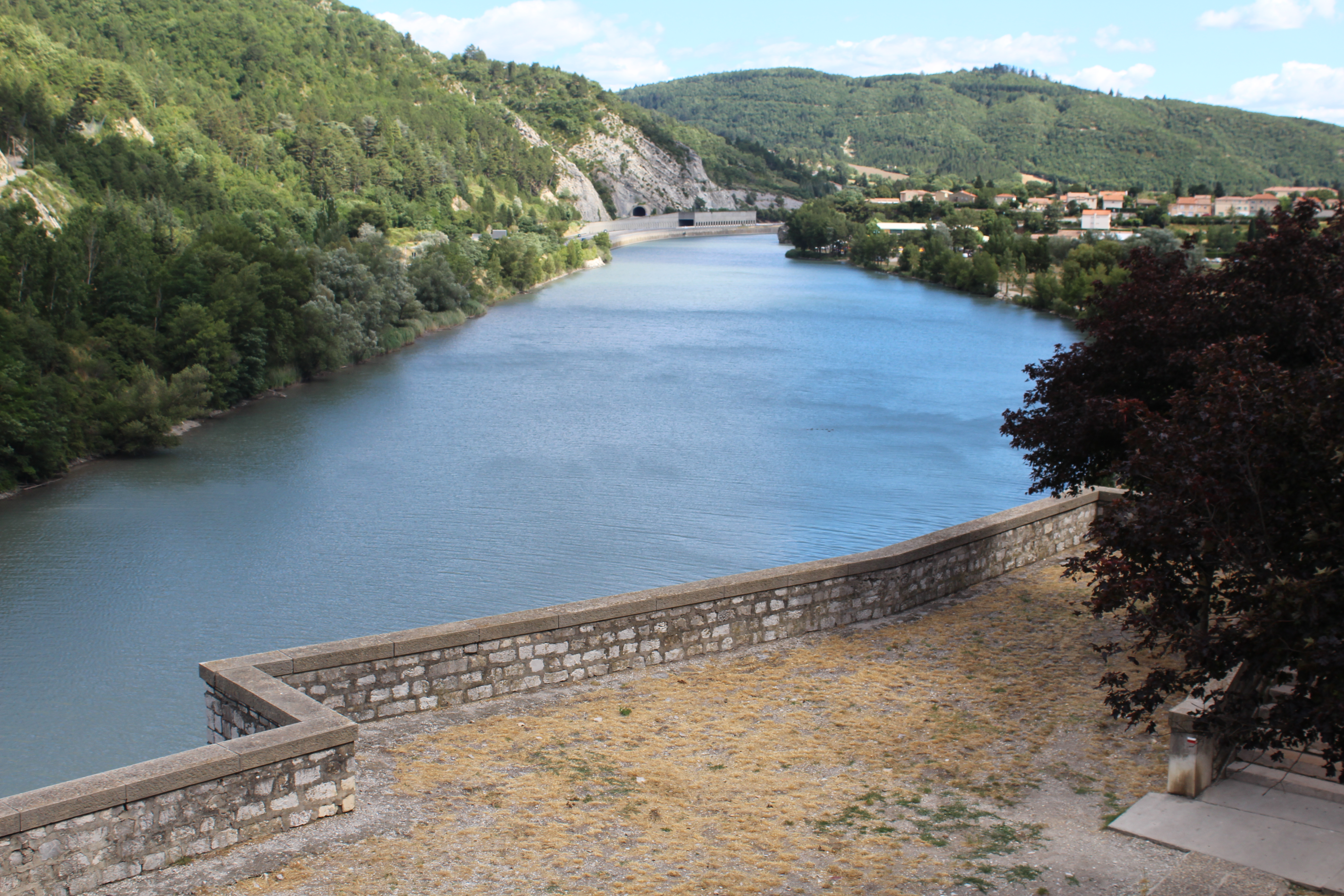
Die Durance bei Sisteron

## Durchquerte Départements
- Hautes-Alpes
- Alpes-de-Haute-Provence
- Vaucluse
- Bouches-du-Rhône

## Nebenflüsse
| Linke Nebenflüsse: - Cerveyrette (23 km) - Guil (52 km) - Crévoux (19 km) - Vachères (22 km) - Ubaye (83 km) - Blanche (30 km) - Sasse (39 km) - Riou de Jabron (21 km) - Vanson oder Vançon (30 km) - Bléone (70 km) - Rancure (24 km) - Asse (76 km) - Verdon (167 km) - Abéou (22 km) - Réal (22 km) - Anguillon (20 km) | Rechte Nebenflüsse: - Clarée (32 km) - Guisane (28 km) - Gyronde (23 km) - Fournel (19 km) - Biaysse (18 km) - Rabioux (15 km) - Réallon (20 km) - Avance (21 km) - Luye (23 km) - Rousine (18 km) - Beynon (15 km) - Buëch (85 km) - Jabron (36 km) - Lauzon (25 km) - Largue (56 km) - Torrent de Corbières (16 km) - Èze (24 km) - Aigue Brun (23 km) - Coulon (87 km) |

## Brücken
Hautes-Alpes:
- Brücke Pont d’Asfeld über die Durance bei Briançon (Länge 40 m)
- Pont de Savines über dem Lac de Serre-Ponçon (RN 94) (Länge: 924 m)

Alpes-de-Haute-Provence:
- Alte Brücke beim Rocher de la Baume in Sisteron
- Viadukt der Autoroute A51 südlich von Sisteron
- Staudammbrücke von L’Escale (RN 85)
- Eisenbahnviadukt der Bahnstrecke Saint-Auban–Digne-les-Bains
- Metall-Fachwerkbrücke bei Les Mées (Départementstraße 4a)
- Pont de La Brillanne (D 4b)
- Kanalbrücke bei Villeneuve
- Brücke von Manosque (Pont de Manosque) (D 907)

Zwischen Vaucluse und Bouches-du-Rhône:
- Viadukt der A 51 zwischen Beaumont-de-Pertuis und Cadarache
- Pont de Mirabeau (D 996)
- Hängebrücke von Pertuis
- Hängebrücke von Mallemort
- Viadukte des LGV Méditerranée bei Cavaillon (Länge: 940, 900 und 1500 Meter)
- Pont de Bonpas (RN 7 und der A 7)
- Hängebrücke bei Rognonas (D 970) südlich von Avignon
- Eisenbahnviadukt der Bahnstrecke Paris–Marseille südlich von Avignon

Brücken über die Durance
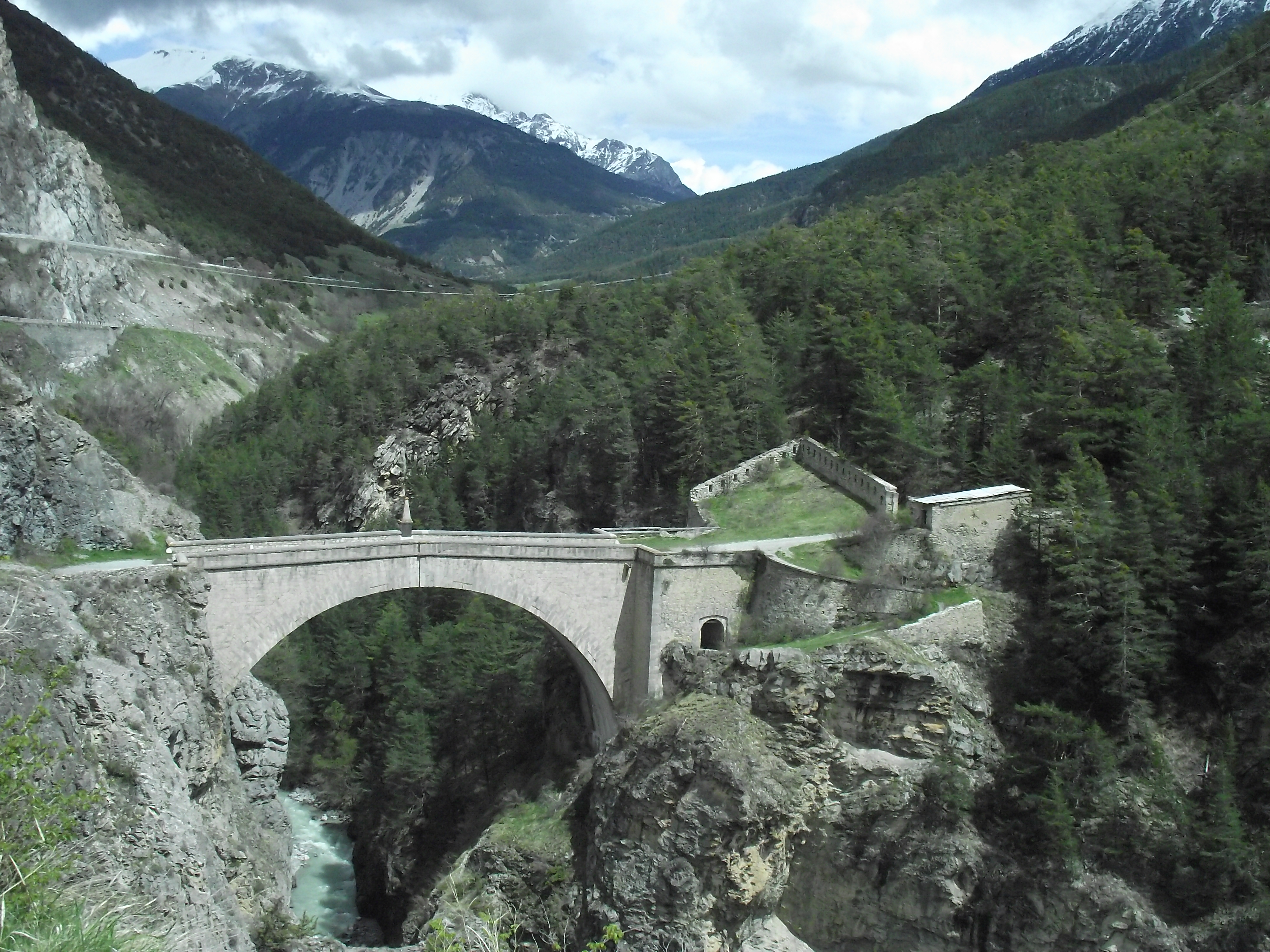
Pont d’Asfeld in Briançon
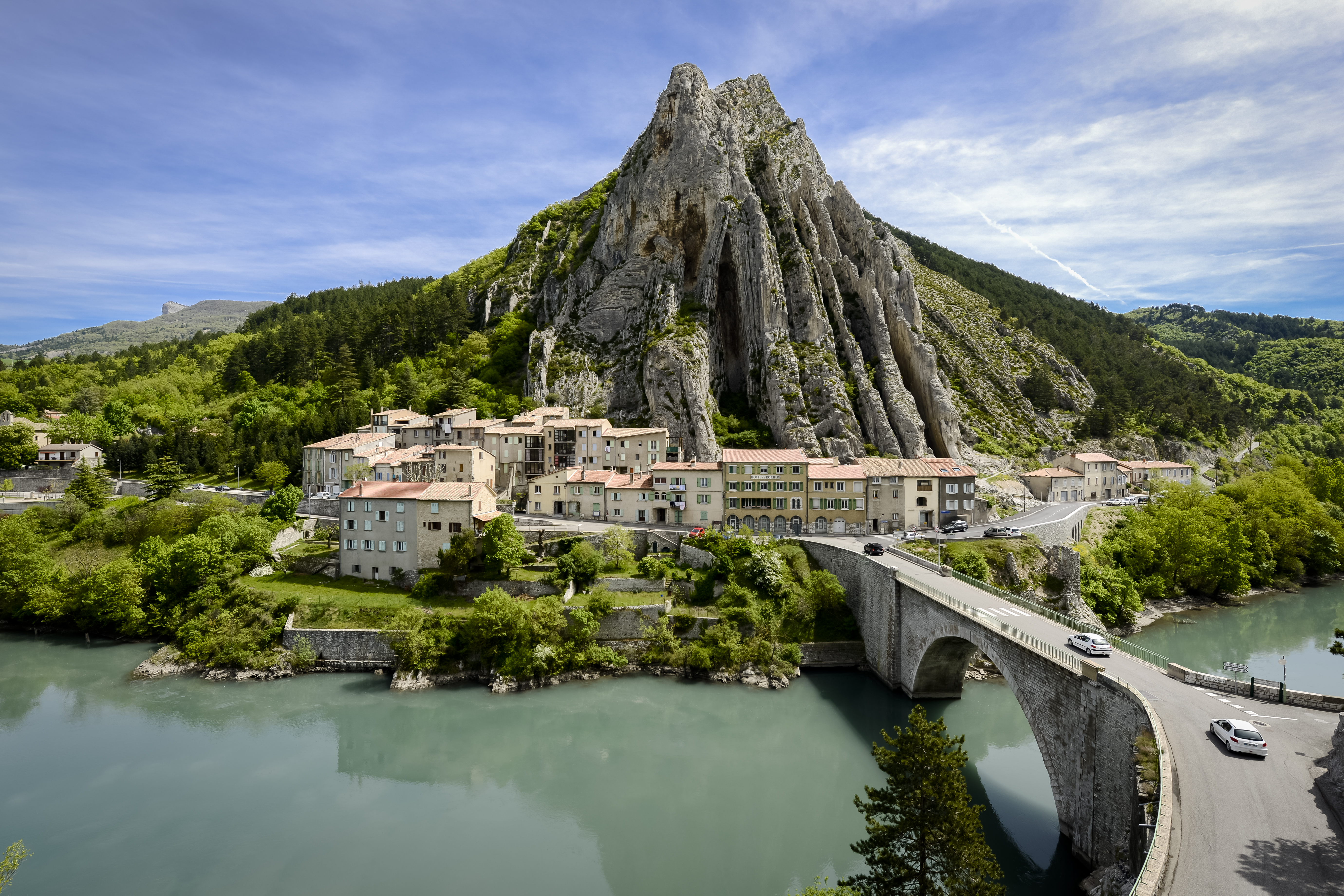
Pont de la Baume in Sisteron
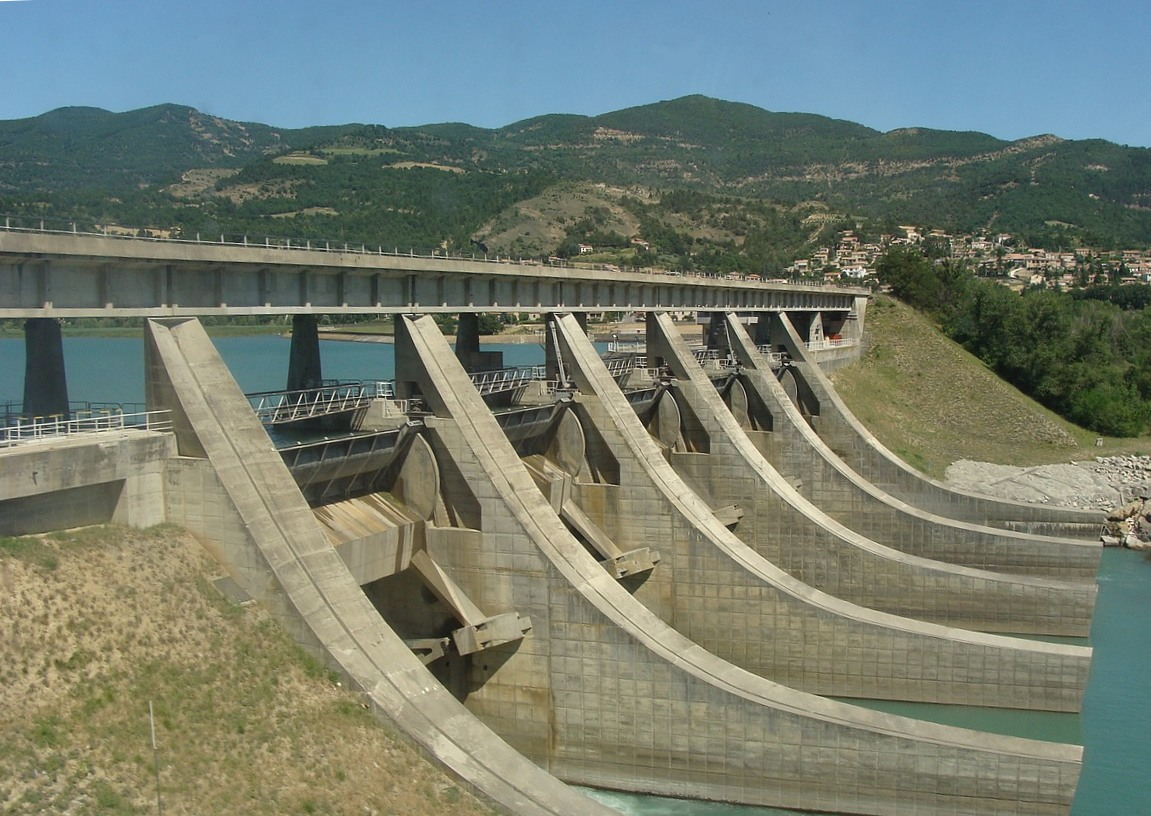
Staudammbrücke von L’Escale
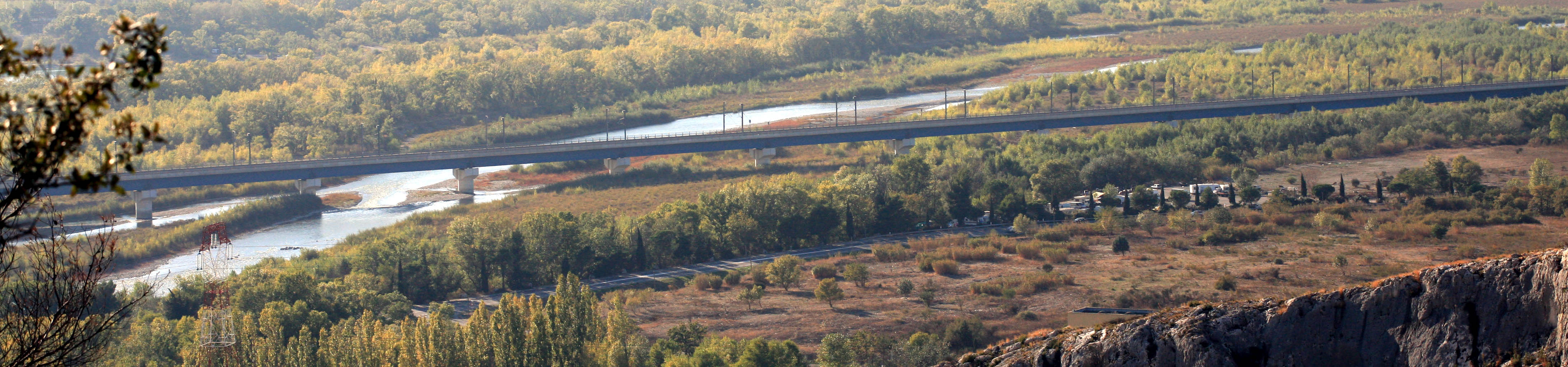
Eisenbahnviadukt bei Cavaillon

## Wassersport
Die Durance ist oberhalb des Stausees ein sehr beliebtes Ziel für Wildwassersportler (Rafting, Wildwasserpaddeln) geworden, da die Wasserführung praktisch ganzjährig ausreicht. Wegen der relativ moderaten Schwierigkeiten wird der Abschnitt zwischen L’Argentière-la-Bessée und Embrun bevorzugt. Als einziges ernstzunehmendes Hindernis ist dort die Rabioux zu überwinden. Stromaufwärts befindet sich bei St. Clement eine künstliche Wildwasseranlage im Flussbett der Durance mit moderater Schwierigkeit. Bei L’Argentière-la-Bessée wurde zudem ein anspruchsvoller Parcours für Kanuslalom mit Trainingszentrum in den Fluss eingebaut. Weiter oberhalb durchbricht die Durance eine Schlucht im hohen Bereich der Wildwasserschwierigkeitsskala. Ein oberhalb dieser Schlucht liegender Abschnitt im unteren Schwierigkeitsgrad, welcher bei Briançon beginnt und am Wehr in Prelles endet, wird ebenfalls häufig befahren. Oberhalb von Briançon hat die Durance einen hohen bis extrem schweren Schwierigkeitsgrad, dessen schwerstes und bekanntestes Stück die Malafosse-Passage ist. Die abschließende kleine Schlucht in Briançon wird trotz des mittleren Schwierigkeitsgrades eher selten befahren. 
Neben der Durance werden gerne die in diesem Bereich einmündenden Nebenflüsse Ubaye, Guil, Gyronde, Guisane und Clarée sehr häufig befahren. Diese sind Wildbäche mit teilweise extremen Schwierigkeitsgraden der Wildwasserschwierigkeitsskala. Kurz vor der Einmündung in den Stausee in Embrun gab es eine beliebte Trainings- und Wettkampfstelle (La Clapiere) für Freestyle bzw. Playboating, welche zwar nicht den hohen Schwierigkeitsgrad der Rabioux hatte, aber trotzdem gut angenommen wurde.

## Naturlandschaft
Die Durance durchquert eine Fülle von Naturlandschaften, auch wenn der Talboden selbst meist durch größere Städte, Verkehrsbauten und Industrieansiedlungen geprägt ist. Der Fluss verläuft im Oberlauf zwischen dem Nationalpark Écrins und dem Regionalen Naturpark Queyras. Im Unterlauf bildet er streckenweise den Grenzverlauf zum Regionalen Naturpark Verdon, zum Regionalen Naturpark Luberon und zum Regionalen Naturpark Alpilles.